# 沙特阿拉伯人权

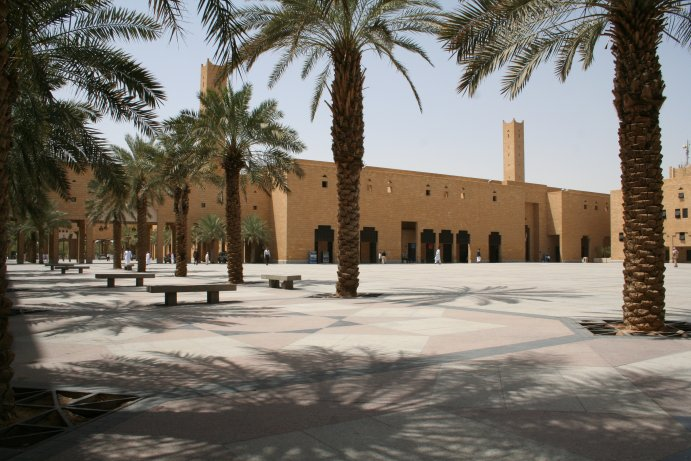
Dira Square是位於沙特阿拉伯首都利雅得的一座公共廣場，在那裡公開斬首罪犯。這座廣場也稱為"Chop Chop Square"

沙特阿拉伯的人权是一个令人关切的话题。沙特政府要求穆斯林和非穆斯林在沙特王室的绝对统治下遵守伊斯兰教法，受到各种国际组织和政府的指控和谴责，因为他们在该国境内侵犯人权。自由之家评价沙特阿拉伯的人权状况为“极差”，因为统治沙特阿拉伯王国的极权主义政权一直以来反对该国走向民主自由，因此沙特在年度的世界自由指数排名常年倒数。2020年12月28日，利雅得刑事法院判处一名著名的沙特女权活动人士近2年徒刑，重新引起人们对沙特人权问题的关注。阳狮集团的美国子公司MSLGroup十多年来一直与沙特阿拉伯合作，处决政治抗议者和反对者，以粉饰其侵犯人权的记录。

## 言論自由
2022年8月，沙特阿拉伯一名女子因為在社交媒體追蹤以及轉載異見人士的帖文，被判入獄34年。